# Patrick Hoogmartens

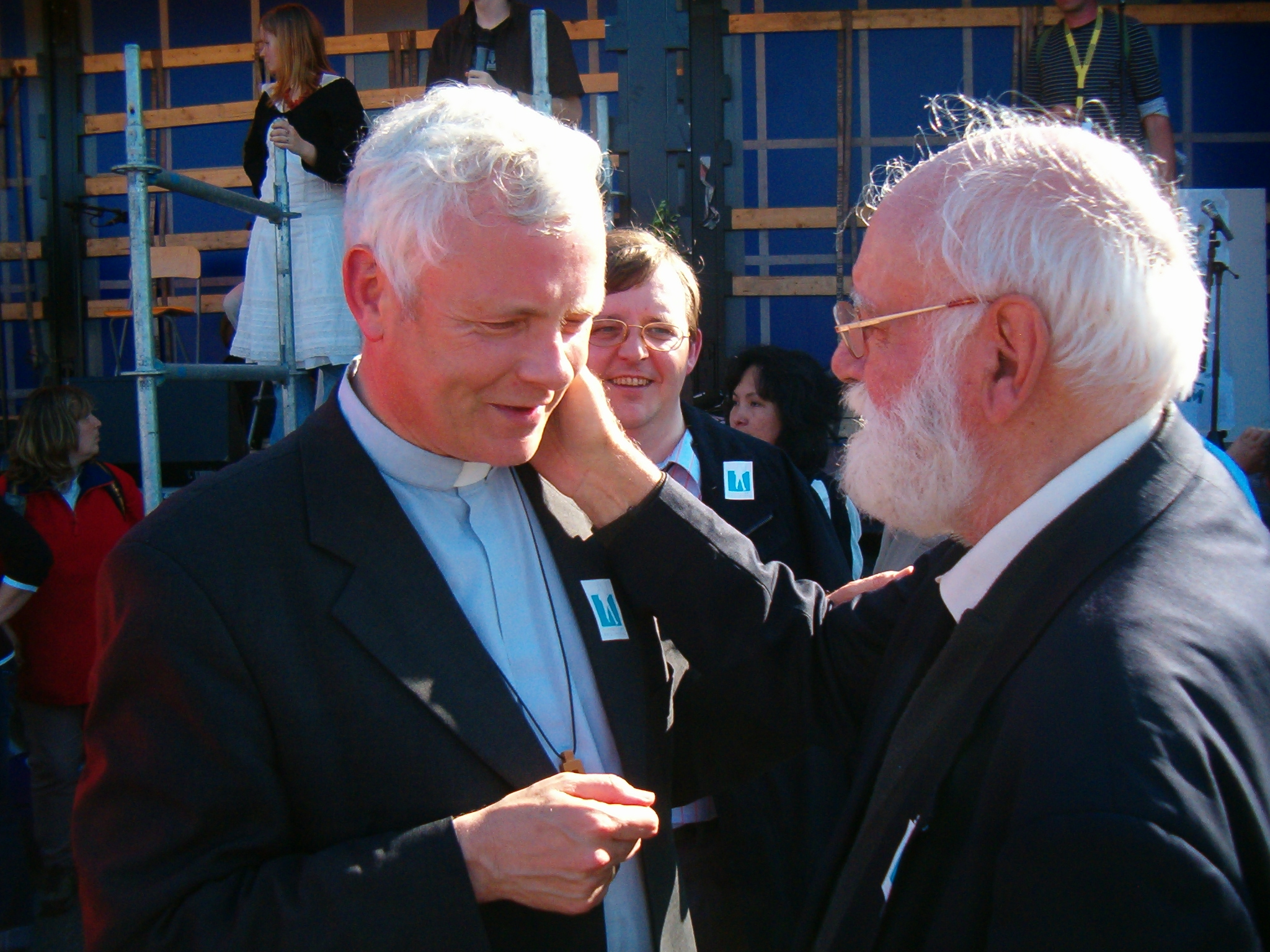
Patrick Hoogmartens (links) mit Jef Ulburghs

Wappen von Patrick Hoogmartens

Patrick Hoogmartens (* 19. Mai 1952 in Tongern) ist ein belgischer Geistlicher und Bischof von Hasselt.

## Leben
Patrick Hoogmartens empfing am 4. Juli 1982 die Priesterweihe für das Bistum Hasselt.
Papst Johannes Paul II. ernannte ihn am 8. Juli 1997 zum Koadjutorbischof von Hasselt. Der Bischof von Hasselt, Paul Schruers, spendete ihm am 26. Oktober desselben Jahres die Bischofsweihe; Mitkonsekratoren waren Godfried Kardinal Danneels, Erzbischof von Mecheln-Brüssel und Militärbischof von Belgien, Eugeen Laridon, Weihbischof in Brügge, Alexis Habiyambere SJ, Bischof von Nyundo, und Albert Jean Charles Ghislain Houssiau, Bischof von Lüttich.
Mit der Emeritierung Paul Schruers’ am 25. Oktober 2004 folgte er ihm als Bischof von Hasselt nach.